# Dieter Engels (Fußballspieler)
Dieter Engels (* 6. Februar 1960) ist ein ehemaliger deutscher Fußballspieler, der im Mittelfeld eingesetzt wurde.

## Karriere
Aus der Oberliga Nordrhein von Olympia Bocholt kommend spielte Engels 1984 für ein Jahr in der 2. Bundesliga bei Rot-Weiß Oberhausen. Er konnte sich dort aber nicht durchsetzen und ging anschließend in den Amateurfußball zurück. Seinen einzigen Einsatz hatte Engels am zweiten Spieltag der Saison 1984/85 gegen den VfR Bürstadt. Er wurde in der zweiten Halbzeit für Stefan Dauber ausgewechselt.